# Marce da Selma a Montgomery

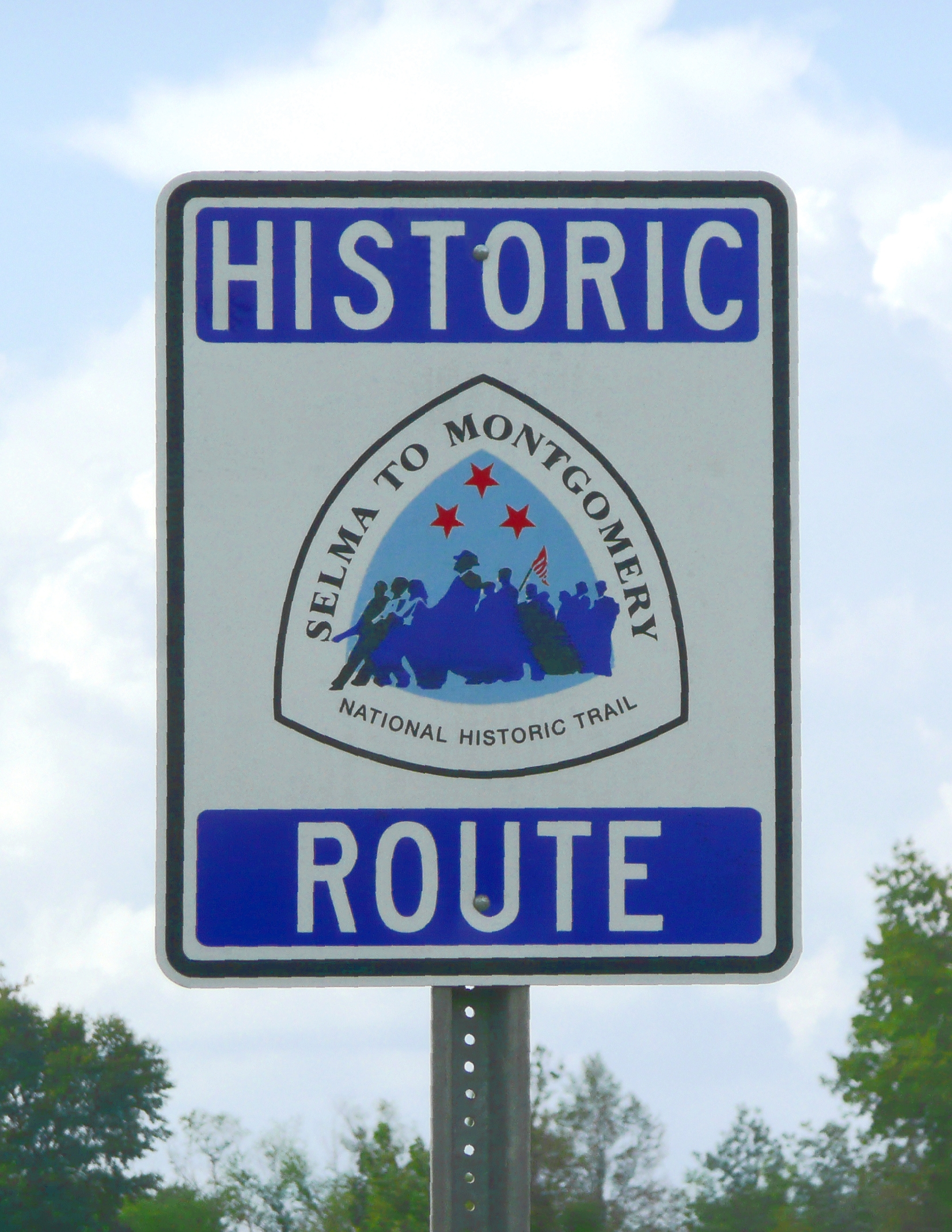
Cartello che indica il percorso storico nazionale da Selma a Montgomery.

Le marce da Selma a Montgomery furono tre marce di protesta del 1965 che hanno segnato la storia del movimento per i diritti civili degli afroamericani negli Stati Uniti. Le marce nacquero a partire dai movimenti per il diritto di voto a Selma in Alabama, lanciate dagli afroamericani del posto, tra cui Amelia Boynton Robinson e suo marito, che formarono la Dallas County Voters League (DCVL). 
Il percorso da Selma a Montgomery per il diritto di voto (Selma To Montgomery Voting Rights Trail) è un percorso storico degli Stati Uniti (National Historic Trail).

## Storia

### La nascita del movimento a Selma nel biennio 1963-1964
Nel 1963 la Dallas County Voters League, insieme ad altri organizzatori del Student Nonviolent Coordinating Committee (SNCC), iniziarono a operare per la registrazione dei votanti afroamericani. Quando la resistenza bianca al diritto di voto per i neri diventò insuperabile, la DCVL chiese l'aiuto di Martin Luther King e della Southern Christian Leadership Conference, che portò molti noti attivisti a supportare la causa del diritto di voto.

### La prima marcia da Selma a Montgomery: il Bloody Sunday

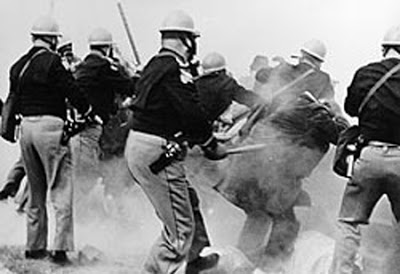
Agenti della Polizia dello Stato dell'Alabama attaccano i dimostranti per i diritti civili fuori da Selma, Alabama, durante quello che divenne noto come il Bloody Sunday, il 7 marzo 1965.

La prima marcia ebbe luogo il 7 marzo 1965. Questa data divenne poi nota come Bloody Sunday (domenica di sangue), perché 600 attivisti che stavano marciando furono attaccati dalla polizia locale e dello Stato con manganelli e gas lacrimogeno durante l'attraversamento del ponte Edmund Pettus Bridge.

### La seconda marcia: il Turnaround Tuesday
La seconda marcia si tenne il successivo martedì, ma i 2500 manifestanti tornarono indietro dopo aver attraversato il ponte Edmund Pettus Bridge e perciò la marcia fu denominata Turnaround Tuesday (martedì dell'inversione di marcia).

### La sentenza a favore della marcia
Dopo che dei segregazionisti assassinarono James Reeb, pastore degli Unitariani universalisti, bianco di Boston che aveva partecipato alla seconda marcia, mercoledì 17 marzo, il giudice federale Johnson si espresse in favore dei partecipanti, riconoscendo che il loro diritto di marciare, garantito dal Primo emendamento della Costituzione degli Stati Uniti, non poteva essere abrogato dallo Stato dell'Alabama:
 The law is clear that the right to petition one's government for the redress of grievances may be exercised in large groups (...) These rights may (...) be exercised by marching, even along public highways.

### La terza marcia fino a Montgomery
Circa 8 000 manifestanti iniziarono la marcia domenica 16 marzo, e percorsero circa 10 miglia (16 km) durante la giornata lungo la U.S. Route 80, nota in Alabama come "Jefferson Davis Highway". Nei giorni seguenti altri manifestanti si aggiunsero per strada e, scortati da 2 000 soldati dell'esercito statunitense, 1 900 membri della Guardia Nazionale dell'Alabama sotto comando federale e molti agenti dell'FBI e dello U. S. Marshals Service, arrivarono a Montgomery il 24 marzo e all'Alabama State Capitol il 25, quando erano diventati circa 25 000. Arrivati davanti al tribunale, Martin Luther King tenne un discorso. Poche ore dopo, l'attivista Viola Liuzzo fu uccisa da tre membri del Ku Klux Klan, mentre faceva rientro a casa.